# Próżniociąg

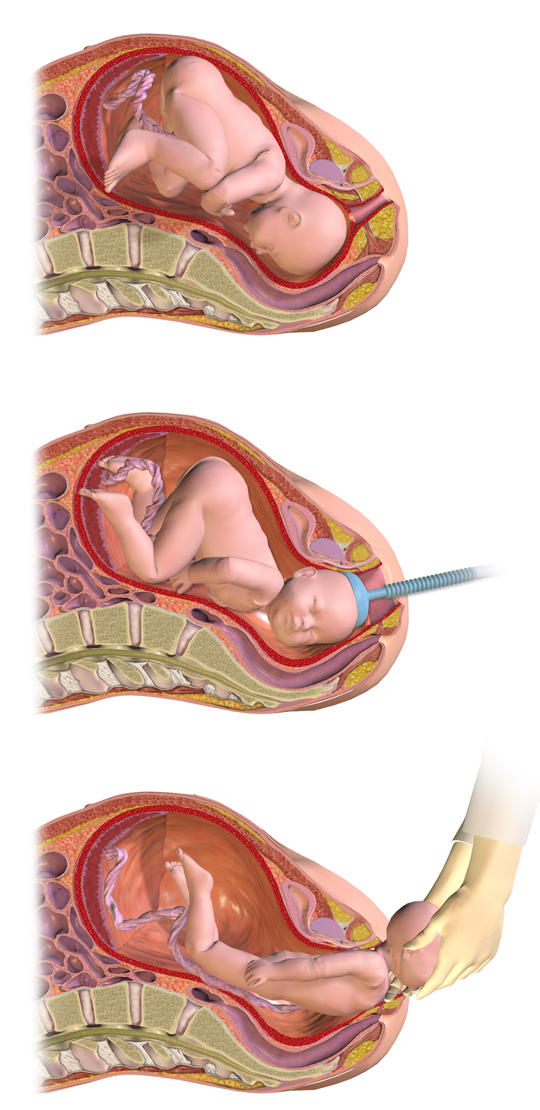

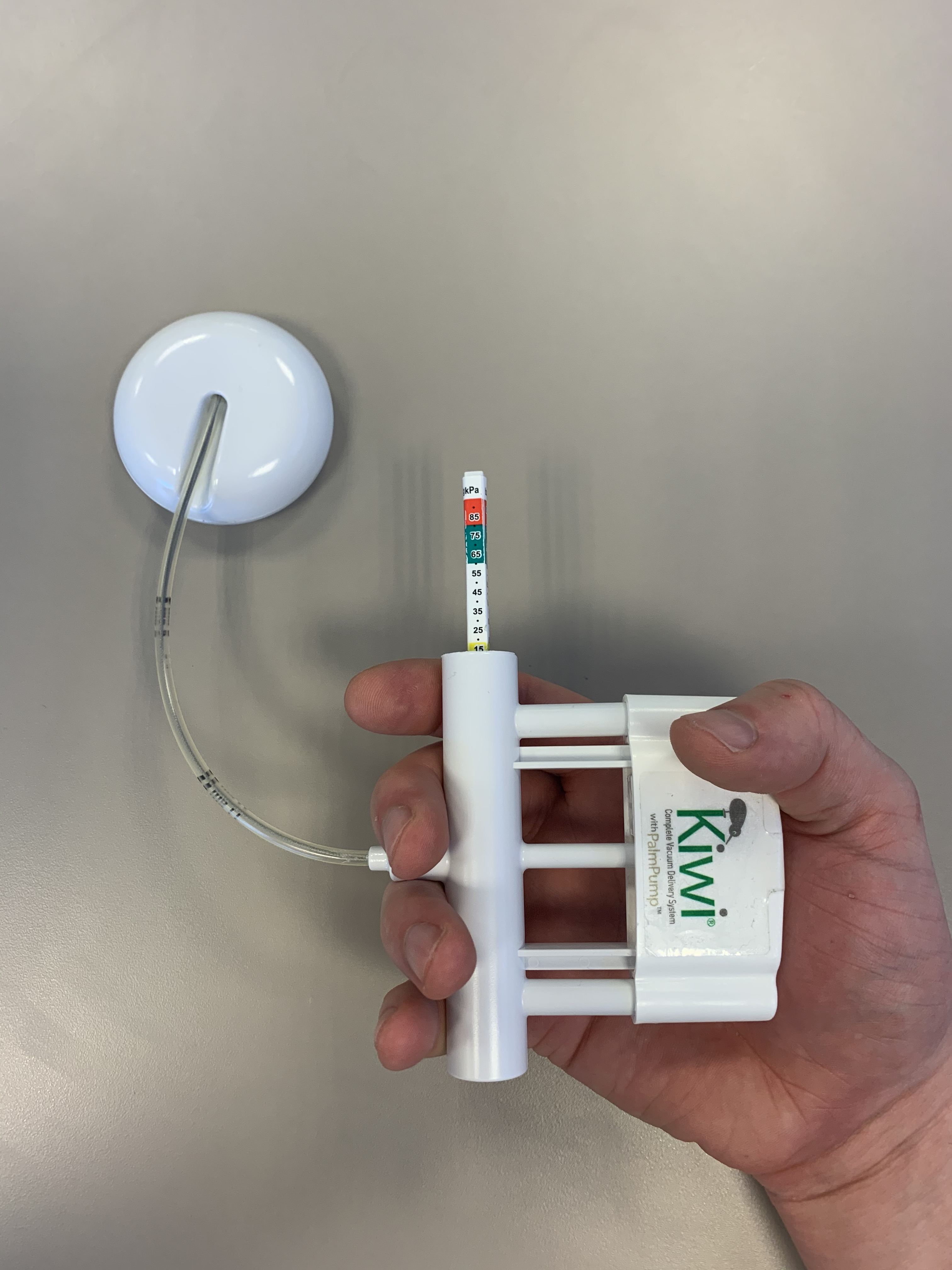
Vacuumextractor

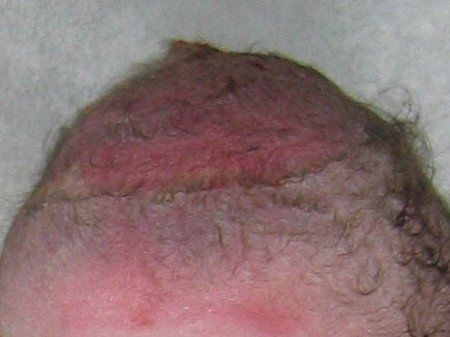
Główka noworodka z widocznym efektem użyciu próżniociągu. Główka powróciła do stanu normalnego po tygodniu

Próżniociąg, wyciągacz próżniowy (vacuum) – narzędzie używane na salach porodowych w celu skrócenia drugiego okresu porodu. Próżniociągu używa się, gdy widoczna jest już główka dziecka. Aby dziecko mogło się urodzić, zwykle potrzebne są jeszcze kilkakrotne skurcze parte, które zastępuje próżniociąg. Po takim zabiegu u dziecka występuje lekki obrzęk główki. Ciężkie powikłania u noworodka lub jego śmierć zdarza się w przypadku 0,1–3 na 1000 użyć próżniociągu. Próżniociąg położniczy był w Polsce w latach 2000–2004 przyczyną 2 spośród 136 (1,5%) zgonów matek przy porodzie, choć autorzy nie są w tej kwestii zgodni i niektórzy twierdzą, że dla matki jest to narzędzie bardzo bezpieczne i nie opisano zgonu rodzącej w związku z użyciem wyciągacza próżniowego.
Wyciągacz próżniowy został obmyślony przez Tage'a Malmströma w 1954 roku.

## Wskazania[3]
- przedłużający się II okres porodu
- objawy zagrożenia płodu
- zaburzenia w pępowinowym przepływie krwi
- wykładniki rozpoczynającego się niedotlenienia śródporodowego
- konieczność zmniejszenia wysiłku rodzącej w II okresie porodu
- choroby serca i układu oddechowego
- zagrożenie oddzieleniem siatkówki
- nadciśnienie tętnicze
- wstrząs u matki
- wyczerpanie ciężarnej
- poród II bliźniaka
- ustawienie niskie poprzeczne płodu

## Przeciwwskazania[4]
Bezwzględne  
- niewspółmierność porodowa
- utrzymane błony płodowe
- brak całkowitego rozwarcia ujścia zewnętrznego
- ułożenie płodu twarzyczkowe
- położenie płodu miednicowe lub poprzeczne

Względne
- ułożenie czołowe
- nadmierny asynklityzm
- względna niewspółmierność porodowa
- makrosomia płodu
- brak dojrzałości płodu
- znieczulenie ogólne rodzącej
- brak czynności skurczowej mięśnia macicy
- brak współpracy z rodzącą

## Warunki do założenia próżniociągu[4]
- budowa miednicy jest prawidłowa
- wykluczenie niewspółmierności główkowo-miednicznej
- główka płodu znajduje się w przestrzeni próżni miednicy
- ułożenie główki płodu jest prawidłowe
- płód jest donoszony
- brak przodogłowia
- pęcherz płodowy jest pęknięty lub przebity
- opróżniony pęcherz moczowy

## Technika założenia próżniociągu[4]
Przed przystąpieniem do założenia przyssawki wyciągacza, należy opróżnić pęcherz moczowy. Przyssawka powinna zostać założona, jak najbliżej ciemiączka tylnego w linii szwu strzałkowego. Po założeniu vaccum, należy skontrolować czy z główką nie zostały przyssane części kanału rodnego. 
Trakcja powinna być zsynchronizowana z czynnością skurczową mięśnia macicy, we współpracy z ciężarną. Wraz z obniżeniem główki płodu, oś trakcji powinna odpowiadać osi kanału rodnego. Większość porodów nie wymaga więcej niż czterech trakcji do urodzenia się główki płodu. Maksymalny czas trwania zabiegu nie powinien przekraczać 30 minut. Jeśli do tego czasu nie nastąpi ukończenie porodu, powinno rozważyć się inny sposób jego ukończenia.